# Miraculous : Les Aventures de Ladybug et Chat Noir
Production
Diffusion
Miraculous : Les Aventures de Ladybug et Chat Noir, couramment raccourci en Miraculous Ladybug voire simplement Miraculous, est une série télévisée d'animation franco-coréo-japonaise créée par Thomas Astruc, produite par Jérémy Zag et coproduite par Zagtoon, Method Animation, De Agostini, Toei Animation et SAMG Animation.
Elle est diffusée pour la première fois en Corée du Sud le 1er septembre 2015 sur la chaîne EBS et, en France, le 19 octobre 2015 sur la chaîne TF1 au sein de l'émission jeunesse TFOU et rediffusée à partir d'avril 2017 sur Disney Channel et aussi diffusée depuis peu en Suisse sur RTS 1. Aux États-Unis, elle est diffusée sur Nickelodeon à partir du 6 décembre 2015, au Québec depuis le 9 janvier 2016 sur Télé-Québec, et au Japon, elle est diffusée sur Disney Channel à partir du 23 juillet 2018. Elle a également été rediffusée sur TFX.
L'histoire de la série se concentre sur Marinette Dupain-Cheng et Adrien Agreste, deux adolescents parisiens disposant de la capacité de se transformer en Ladybug et Chat Noir, un duo de super-héros protégeant la ville des super-vilains.
La série a été adaptée en bande dessinée, romans, jeux vidéo et a également fait l'objet d'une adaptation cinématographique sous la forme d'une comédie musicale en juillet 2023.

## Synopsis
Dans la ville de Paris, Marinette Dupain-Cheng s'apprête à rentrer en classe de troisième au collège Françoise Dupont. La jeune adolescente, fille de boulangers, a le déplaisir d'être à nouveau dans la classe de Chloé Bourgeois, fille du maire de Paris, qui mène la vie dure à ses camarades en profitant de son statut. Le même jour, tous ont la surprise de voir comme nouvel élève le jeune mannequin Adrien Agreste, fils du célèbre couturier Gabriel Agreste et ami de Chloé.
Adrien nourrit secrètement le rêve de quitter la prison dorée qu'est le manoir Agreste pour vivre une vie normale et aller à l'école avec des jeunes de son âge. Il se heurte cependant à l'hostilité de son père, Gabriel, limitant ses sorties et lui faisant cours à domicile depuis la disparition de sa femme, Émilie. Étant à l'école sans autorisation de son père, il y passe la journée,  en mettant sa marraine, Nathalie Sancoeur, dans la confidence. Entre-temps, Marinette qui prend son amitié avec Chloé comme une raison suffisante de se méfier de lui, le juge mal. Elle se fait dans le même temps une nouvelle amie, Alya, qui pourtant sans la connaître, l'a défendu contre Chloé. Elle l'incite bientôt à ne plus se laisser tyranniser par elle. 

Parallèlement, Wang Fu, un vieil homme d'origine tibétaine, veille depuis des décennies sur les Miraculous, des bijoux qui confèrent à leurs porteurs des pouvoirs magiques. Issu d'un ordre de gardiens qui était chargé de veiller à ce qu'ils soient toujours confiés à des personnes dignes, il a provoqué la destruction du temple de l'ordre et la mort des autres membres à la suite d'une erreur. Devenu par défaut le nouveau gardien de la Miracle Box, il a toutefois perdu les Miraculous du papillon et du paon au cours de sa fuite du temple en plein chaos.

« Il y a des siècles de cela, furent créés des bijoux magiques donnant des pouvoirs fabuleux : les Miraculous. Tout au long de l'Histoire, des héros ont utilisé ces bijoux pour le bien de l'Humanité. Il existe deux Miraculous plus puissants que les autres : les boucles d'oreilles de la coccinelle, qui donne le pouvoir de création, et la bague du chat noir, qui donne le pouvoir de destruction. La légende dit que celui qui contrôlera ces deux bijoux en même temps obtiendrait le pouvoir absolu »

— Le kwami Nooroo expliquant le concept et les pouvoirs des Miraculous à Gabriel Agreste, Ladybug et Chat Noir (Origines - Partie 1)
Fu ressent que quelqu'un a vraisemblablement retrouvé le Miraculous du papillon et s'apprête à l'utiliser pour de noirs desseins. Il décide alors de confier les Miraculous de la coccinelle et du chat noir à de nouveaux porteurs et, après les avoir observés, les confie respectivement à Marinette et Adrien, qui deviennent ainsi les super-héros Ladybug et Chat Noir. Les deux adolescents découvrent leurs pouvoirs sur les conseils de leurs kwamis Tikki et Plagg, de petites créatures magiques résidant dans leurs Miraculous. L'ennemi en possession du Miraculous du papillon que ressentait Fu entre simultanément en action : grâce à ses pouvoirs, il utilise des papillons maléfiques appelés akumas qui lui permet de soumettre les Parisiens et de les transformer en super-vilains en se servant de leurs émotions négatives. Le mystérieux individu se révèle à Ladybug et Chat Noir après leur premier combat contre un akumatisé et se fait appeler le Papillon. Son objectif est de récupérer leurs Miraculous à des fins personnelles.
Dès lors, Marinette et Adrien deviennent les protecteurs de la ville face au Papillon tout en tentant de trouver un équilibre avec leur vie familale, scolaire et sa carrière de mannequin pour Adrien. Par ailleurs, Marinette finit par tomber sous le charme d'Adrien après s'être rendu compte qu'elle l'avait mal jugé, tandis que le jeune garçon, de son côté, s'éprend de Ladybug. Leurs identités étant toutefois secrètes, aucun d'eux ne sait que l'autre est son partenaire face à la menace constante des akumas de Papillon.

## Distribution

### Personnages principaux
- Anouck Hautbois : Marinette Dupain-Cheng
- Benjamin Bollen : Adrien Agreste ; Félix Fathom
- Cécile Gatto : Adrien Agreste (voix enfant)
- Antoine Tomé : Gabriel Agreste
- Marie Nonnenmacher : Tikki
- Thierry Kazazian : Plagg
- Fanny Bloc : Alya Césaire
- Alexandre Nguyen : Nino Lahiffe
- Marie Chevalot : Chloé Bourgeois ; Nathalie Sancœur

### Adolescents
- Marie Nonnenmacher : Sabrina Raincomprix ; Juleka Couffaine ; Mireille Caquet
- Adeline Chetail (épisode Chronogirl) et Marie Nonnenmacher : Alix Kubdel
- Geneviève Doang (épisode Climatika) et Marie Nonnenmacher : Aurore Beauréal
- Alexandre Nguyen : Kim Le Chiên ; Marc Anciel ; XY ; Prince Ali
- Jessie Lambotte : Mylène Haprèle ; Rose Lavillant
- Martial Le Minoux : Max Kanté
- Franck Tordjman : Nathaniel Kurtzberg ; Ivan Bruel ; Jalil Kubdel
- Clara Soares : Lila Rossi ; Kagami Tsurugi ; Ondine ; Clara Rossignol
- Gauthier Battoue : Luka Couffaine
- Fily Keita (saison 4) puis Laure Filiu (depuis la saison 5) : Zoé Lee

### Adultes
- Thierry Kazazian : Alim Kubdel ; Alec Cataldi ; Armand D'Argencourt ; Rolland Dupain ; André le glacier ; Otis Césaire
- Marie Chevalot : Olga Mendeleiev ; Gina Dupain ; Marléna Césaire
- Jessie Lambotte : Sabine Cheng ; Nadja Chamack ; Caline Bustier
- Martial Le Minoux : Tom Dupain ; Roger Raincomprix ; Armand ; Le Père Noël
- Franck Tordjman : Xavier Ramier ; Théo Barbot ; Fred Haprèle ; Jacques Grimault ; Vincent Aza
- Gilbert Lévy : Denis Damoclès ; André Bourgeois ; Wang Fu ; Bob Roth ; Placide I.T
- Matthew Géczy : Jagged Stone
- Bing Yin : Wang Cheng Shifu
- Clara Soares : Clara Contard ; Soraya Khan
- Gauthier Battoue : Su Han
- Jeanne Chartier : Tomoe Tsurugi ; Amélie Graham de Vanilly ; Émilie Agreste ; Marianne Lenoir
- Frédéric Souterelle : Raúl Bruel

### Kwamis
- Thierry Kazazian : Stompp
- Fanny Bloc : Kaalki ; Duusu
- Alexandre Nguyen : Sass
- Jessie Lambotte : Longg ; Barkk
- Martial Le Minoux : Orikko
- Franck Tordjman : Wayzz ; Trixx ; Daizzi ; Xuppu
- Clara Soares : Pollen
- Caroline Combes : Roarr ; Mullo
- Céline Melloul : Ziggy ; Fluff
- Marie Nonnenmacher et Thierry Kazazian : Gimmi

### Enfants
- Marie Nonnenmacher : Manon Chamack
- Jessie Lambotte : Ella et Etta Césaire
- Clara Soares : Le marchand de sable ; Noël Lahiffe

### Personnages introduits dansMiraculous World: New York, les Héros Unis
- Nathalie Bienaimé : Majesta
- Alan Aubert-Carlin : Sparrow
- Céline Melloul : Jessica Keynes
- Fily Keita : Aeon
- Jean-Yves Brignon : Dean Gate
- Pauline Moingeon : Barbara Keynes ; Camila Victory
- Mario Bastelica :  Knight Owl
- Jean-Louis Garçon : Delmar

### Personnages introduits dansMiraculous World: Shanghai, la légende de Ladydragon
- Geneviève Doang : Fei
- Fabrice Lelyon : Cash
- Anatole Yung : Chung
- Jérémy Prévost : Bastille ; Hou Hou ; Whu Shifu
- Marie Chevalot : She She
- Martial Le Minoux : Long Long
- Nicolas Justamon : Mei Shi
- Jessie Lambotte : Xiong Xiong
- Fily Keita : Tai Tai ; Tang Tang

### Invités
Plusieurs personnalités ont été modélisées pour la série et ont parfois également interprété le personnage :
- Josiane Balasko : Josiane (modélisation uniquement)[9]
- Philippe Candeloro : Philippe[10]
- Laura Marano : Clara Rossignol (modélisation et voix chantée)[10]
- Thomas Astruc : lui-même[11]
- Franck Dubosc : Harry Clown[12]
- Didier Roustan : lui-même[13]

Version française
- Société de doublage : Zynco Studio
- Directeur artistique : Martial Le Minoux (depuis la saison 1) et Marie Chevalot (depuis la saison 2)
- Adaptation des dialogues : Gilles Coiffard

## Production

### Conception
Le concept de la série est issu d'une idée originale de Thomas Astruc. En 2004, il œuvre en tant que story-boarder sur la série d'animation W.I.T.C.H, après avoir travaillé sur Totally Spies! et Code Lyoko, mais également sur Wasabi et Astérix et Obélix : Mission Cléopâtre,. Durant cette période, il collabore avec une collègue portant un tee-shirt orné d'une coccinelle. Amateur de comics, il fait le constat que malgré le gigantesque bestiaire de super-héros liés à un animal dans la pop culture, aucun ne fait référence à la coccinelle. Il se met alors à l'écriture et au dessin des aventures de cette super-héroïne, qu'il nomme Ladybug, et lui adjoint un partenaire, Chat Noir, faisant référence au chat noir.

« J'ai commencé à bâtir tout un univers autour de ce personnage. Comme c'est l'insecte symbole du porte-bonheur, je l'ai accompagné d'un animal censé porter malheur, le chat noir. »

— Thomas Astruc, 101 pur 100 #23, diffusée le lundi 7 mars 2016
Initialement, les deux super-héros se nomment Marinette et Félix. Afin de rendre hommage à sa collègue qui lui a inspiré le personnage, Astruc reprend sa coiffure pour le personnage de Marinette. Félix sera finalement supprimé de l'intrigue, l'équipe créative le trouvant trop cliché, et son personnage réécrit au profil d'Adrien Agreste, jugé plus intéressant. Félix est néanmoins réinterprété et devient le cousin d'Adrien, introduit dans un épisode de la troisième saison.
Pensant d'abord publier son histoire sous la forme d'une série de comics, Astruc rencontre Jérémy Zag qui, emballé par le projet, souhaite le produire sous la forme d'une série d'animation.

### Animation
Le début du développement de la série est annoncé au MIPCOM de 2010, avec une collaboration entre Univergroup Pictures, Onyx Films et Zagtoon pour la production et l'animation. Aton Soumanche, le fondateur de Onyx, déclare vouloir de créer « un personnage de super-héroïne glamour avec un style typique européen avec Paris comme lieu d'action ».
En juin 2012, la division européenne de Toei Animation rejoint le projet comme coproducteur de la série tandis que TF1 effectue un pré-achat de vingt-six épisodes d'une durée d'une demi-heure, devenant le probable diffuseur français. Avec une production désormais bien entamée, Zag annonce qu'avec cette série « Paris va avoir enfin ses propres super-héros ». Un coût de production de 11,2 millions de dollars est annoncé, ainsi qu'une animation dans un style manga.
En septembre de la même année, une vidéo promotionnelle animée de la série, alors appelée Miraculous Ladybug, est publiée sur YouTube sous le titre Ladybug PV (PV pour Promotional Video) pour tester le concept et voir si le projet est viable financièrement. La vidéo, dans le style d'animation japonaise alors prévu, contient plusieurs élements qui figureront dans la série : Ladybug et Chat Noir, encore nommés Marinette et Félix, les kwamis Tikki et Plagg, plusieurs antagonistes comme Le Mime et M. Pigeon, ainsi que Gabriel Agreste. La musique de la vidéo est composée par Noam Kaniel qui officiera sur la série.
Bien que le concept de la série reçoive un bon accueil, une production en animation en 2D est jugée trop difficile à vendre, d'autant que l'animation du costume de Ladybug provoque un effet stroboscopique,,. Décision est alors prise de réaliser la série en animation 3D, qui dispose également de l'avantage de pouvoir changer facilement les angles de caméra des scènes. Le logiciel Autodesk Maya est choisi en conséquence. L'animation de la première saison est confiée au studio d'animation sud-coréen SAMG Animation, qui rejoint la production à la fin de l'année 2012.
Pour la première saison, les décors et lieux sont autonomes : ainsi la position de plusieurs monuments de Paris change selon les épisodes. C'est à partir de la saison suivante que l'ensemble de la ville de Paris ainsi que les lieux où se déroulent l'action sont modélisés intégralement, fixant la position des décors pour l'ensemble des épisodes, un travail rendu nécessaire par le travail d'animation effectué dès lors par plusieurs studios, et non plus exclusivement par SAMG Animation :
- DQ Entertainment International Limited (saisons 2 à 4)
- Symbiosys Entertainment (saison 3)
- Assemblage Entertainment (saisons 3 à 5)
- Artage Studio (saisons 4 et 5)
- Atlantis Animation (saison 5)

À partir de la sixième saison, Autodesk Maya est abandonné au profit d'Unreal Engine,. Dwarf Animation, qui avait contribué au film Miraculous sorti en 2023, annonce en avril 2024 avoir rejoint la production de la série pour cette même saison.

### Diffusion
La série débute sa diffusion le 1er septembre 2015 sur la chaîne sud-coréenne EBS1 par l'épisode Climatika. La diffusion française commence sur le programme jeunesse Tfou de TF1 le 18 octobre.

### Fiche technique
- Titre original : Miraculous : Les Aventures de Ladybug et Chat Noir
- Titre anglophone : Miraculous : Tales of Ladybug & Cat Noir
- Réalisation : Thomas Astruc
- Scénario : Sébastien Thibaudeau
- Musique : Jérémy Zag, Noam Kaniel et Alain Garcia
- Direction artistique : Nathanaël Bronn
- Directeur du développement : Christophe Guignement
- Production : Aton Soumache, Jérémy Zag, Ryuji Kochi et Kim Suhoon
- Production Executive : Sebastien Thibaudeau, Camille Oesch, Emmanuel Franck
- Société de production : Zagtoon, Method Animation, Toei Animation et SAMG Animation
- Pays d'origine :  France /  Corée du Sud /  Japon
- Langue originale : français
- Format : couleur - HDTV - 16/9 - son stéréo
- Genre : série d'animation, action, super-héros, fantastique, comédie, romance
- Nombre d'épisodes : 131 (5 saisons), toujours en cours de diffusion
- Durée : 21 à 22 minutes
- Dates de première diffusion :
  - Corée du Sud : 1er septembre 2015
  - France :  19 octobre 2015
  - Québec : 9 janvier 2016
  - Japon : 23 juillet 2018

## Univers de la série

### Lieux
Les évènements de la série se déroulent dans la ville de Paris. Bien qu'aucune année ne soit mentionnée pour situer chronologiquement la période où l'action prend place, la technologie présente est proche de celle des années 2010 et 2020. De nombreux monuments de Paris apparaissent tout au long de la série : la Tour Eiffel, l’arc de Triomphe, le Pont des Arts, le Grand Palais, le musée du Louvre, la tour Montparnasse ou encore le Trocadéro.
Les lieux fictifs de la série sont inspirés de bâtiments réels : le Parc des Princes est renommé Stade des Princesses et le palace « Le Grand Paris » possédé par le personnage d'André Bourgeois est inspiré de l'hôtel Plaza Athénée. Le collège des personnages, dénommé Françoise Dupont en référence à Fantômette, est un bel établissement à l’architecture ancienne construit autour d’une grande cour sur plusieurs étages, sur le modèle du lycée Carnot.
La série comporte néanmoins des erreurs géographiques volontaires : la boulangerie des parents de Marinette se trouve visuellement au sud de la cathédrale Notre-Dame-de-Paris, sur la rive gauche de la Seine. Ainsi, elle semble être localisée dans le Quartier latin dans le 5e arrondissement. Toutefois, elle est aussi dans l'un des coins de la place des Vosges, qui se trouve pourtant sur la rive droite dans le 4e arrondissement, au nord-est de la cathédrale. L'adresse fictive de la boulangerie est le 12 rue Gotlib, en référence à Marcel Gotlib, et se situe dans le tout aussi fictif 21e arrondissement, tandis que son apparence extérieure est inspirée par la boulangerie Boris Lumé, située au 48 rue Caulaincourt dans le 18e arrondissement, qui a vu sa notoriété augmenter drastiquement à la suite du succès de la série.

### Personnages

#### Personnages principaux

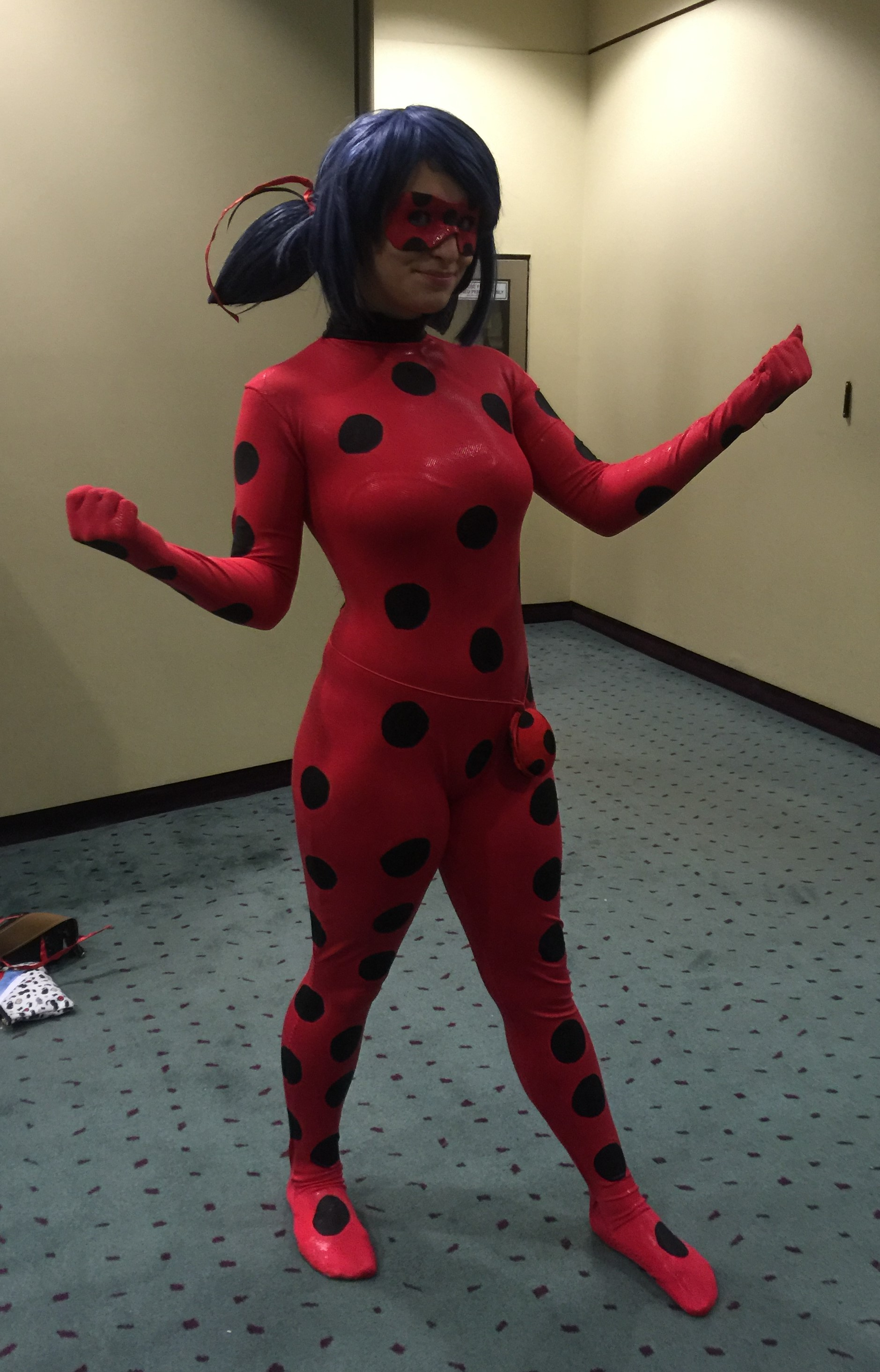
Cosplay de Ladybug

Marinette Dupain-Cheng, interprétée par Anouck Hautbois, est élève, étudiante en mode, dans la classe de Mme Bustier au Collège Françoise Dupont à Paris, en France. Elle est belle, douce, joyeuse et un peu maladroite. Marinette, qui possède le pouvoir de se transformer en Ladybug, une super-héroïne dont le pouvoir appelé Lucky Charm lui permet d'obtenir un objet capable de battre le vilain auquel elle fait face. À la fin de l'épisode, elle peut le lancer en l'air pour annuler tous les effets causés par le vilain en question. Elle détient son pouvoir de Tikki, le Kwami de la création lié au Miraculous de la coccinelle.
Adrien Agreste, interprété par Benjamin Bollen, est un camarade de classe de Marinette et modèle photo pour l'enseigne de vêtement de son père. Il cherche, par cet intermédiaire, à se rapprocher de son père. Il peut se transformer en Chat Noir, un super-héros dont le pouvoir appelé Cataclysme lui permet de détruire ce qu'il touche avec sa patte droite. Son pouvoir lui est transmis par Plagg, le Kwami de la destruction lié au Miraculous du chat noir.
Ladybug et Chat Noir protègent Paris des supers-vilains créés par Papillon. Marinette est secrètement amoureuse d’Adrien et Adrien est amoureux de Ladybug (ce qu’il n’hésite pas à montrer, parfois avec insistance, lorsqu’il est transformé en Chat Noir). Cependant, chacun ignore l’identité secrète de l’autre.
Gabriel Agreste, interprété par Antoine Tomé, est le père d'Adrien Agreste, mais également l'homme qui se cache derrière Papillon, l'ennemi de Ladybug et Chat Noir. Il est un père absent pour son fils, qu’il garde à l'écart de ses actions maléfiques sans pour autant savoir qu'il se cache derrière Chat Noir. Il cherche désespérément à prendre possession des Miraculous du Chat Noir et de la Coccinelle pour redonner vie à sa femme plongée dans le coma, car leur pouvoir combiné peut lui octroyer un souhait, mais cela aurait pour conséquence d'altérer le monde de façon catastrophique.
Wang Fu donne à Marinette et Adrien leurs Miraculous, en les glissant dans leurs affaires sans qu’ils ne s’en rendent compte. Malgré son grand âge (186 ans), il travaille encore comme acupuncteur. Il fait une apparition dans l'épisode Princesse Fragrance de la saison 1, où il se fait passer pour un guérisseur de kwamis. Mais c'est à partir du double épisode Origines que l'on apprend l'importance qu'il a dans la série. Il est en réalité le Grand Gardien, celui chargé de veiller sur la Miracle Box.

#### Kwamis et Miraculous
Les Kwamis sont des êtres vivants, asexués et primordiaux, datant de l'apparition de l'Univers lui-même. Ils ont des pouvoirs divers et variés, dont la puissance peut être démesurée. Ils sont aussi et surtout reliés à des bijoux magiques, les Miraculous, créés il y a des millénaires, qui leur permettent d'accorder leurs pouvoirs à des humains et les transformer en super-héros. D'abord réduits au nombre de deux, en fin de saison 3, Maitre Fu dévoile qu'il possède une Miracle box dans laquelle se trouvent plusieurs autres Miraculous et leur Kwamis.
| Miraculous | Concept        | Type de bijou        | Kwami  | Miracle Box     | Principaux porteurs                                                                            |
| ---------- | -------------- | -------------------- | ------ | --------------- | ---------------------------------------------------------------------------------------------- |
| Coccinelle | Création       | Boucles d'oreilles   | Tikki  | Chinoise        | Jeanne d'Arc (XVe siècle) Marinette Dupain-Cheng Alya Césaire (saisons 4 et 5)                 |
| Chat noir  | Destruction    | Bague                | Plagg  | Chinoise        | Dark Grimalkin (XVe siècle) Adrien Agreste Zoé Lee (saison 5)                                  |
| Papillon   | Transmission   | Broche médaillon     | Nooroo | Chinoise        | Gabriel Agreste (saisons 1 à 5) Lila Rossi (depuis la saison 5)                                |
| Tortue     | Protection     | Bracelet             | Wayzz  | Chinoise        | Wang Fu (saisons 1 à 3) Nino Lahiffe (Carapace)                                                |
| Renard     | Illusion       | Pendentif            | Trixx  | Chinoise        | Alya Césaire                                                                                   |
| Abeille    | Action         | Peigne               | Pollen | Chinoise        | Chloé Bourgeois (saisons 2 et 3) Zoé Lee (depuis la saison 4)                                  |
| Paon       | Émotion        | Broche               | Duusu  | Chinoise        | Nathalie Sancœur (saisons 2 et 3) Gabriel Agreste (saison 4) Félix Fathom (depuis la saison 5) |
| Souris     | Multiplication | Pendentif            | Mullo  | Chinoise        | Marinette Dupain-Cheng (saison 3) Mylène Haprèle (Polymouse)                                   |
| Buffle     | Détermination  | Anneau nasal         | Stompp | Chinoise        | Ivan Bruel                                                                                     |
| Tigre      | Exaltation     | Bracelet             | Roarr  | Chinoise        | Juleka Couffaine                                                                               |
| Lapin      | Évolution      | Montre à gousset     | Fluff  | Chinoise        | Alix Kubdel                                                                                    |
| Dragon     | Perfection     | Collier ras du cou   | Longg  | Chinoise        | Kagami Tsurugi                                                                                 |
| Serpent    | Intuition      | Bracelet             | Sass   | Chinoise        | Adrien Agreste (saison 3) Luka Couffaine                                                       |
| Cheval     | Téléportation  | Lunettes             | Kaalki | Chinoise        | Max Kanté                                                                                      |
| Chèvre     | Passion        | Barrettes            | Ziggy  | Chinoise        | Nathaniel Kurtzberg                                                                            |
| Singe      | Dérision       | Diadème              | Xuppu  | Chinoise        | Kim Chiến Lê                                                                                   |
| Coq        | Prétention     | Anneau de pouce      | Orikko | Chinoise        | Marc Anciel (Coq Courage)                                                                      |
| Chien      | Adoration      | Collier              | Barkk  | Chinoise        | Félix Fathom (saison 4) Alix Kubdel (saison 5) Sabrina Raincomprix                             |
| Cochon     | Jubilation     | Bracelet de cheville | Daizzi | Chinoise        | Rose Lavillant (Pigella)                                                                       |
| Aucun      | Réalité        | Aucun                | Gimmi  | Chinoise        | Aucun                                                                                          |
| Aigle      | Liberté        | Pendentif            | Liiri  | Nord-américaine | Gilbert du Motier de La Fayette (XVIIIe siècle) Jessica Keynes (Eagle)                         |

## Épisodes
| Saison            | Saison              | Épisodes | France            | France            |
| Saison            | Saison              | Épisodes | Début             | Fin               |
| Saisons           | Saisons             | Saisons  | Saisons           | Saisons           |
| ----------------- | ------------------- | -------- | ----------------- | ----------------- |
|                   | 1                   | 26       | 19 octobre 2015   | 30 octobre 2016   |
|                   | 2                   | 26       | 11 décembre 2016  | 18 novembre 2018  |
|                   | 3                   | 26       | 14 avril 2019     | 8 décembre 2019   |
|                   | 4                   | 26       | 11 avril 2021     | 13 mars 2022      |
|                   | 5                   | 27       | 24 octobre 2022   | 1er novembre 2023 |
|                   | 6                   | 26       | 23 mars 2025      | NC                |
| Épisodes spéciaux |                     |          |                   |                   |
|                   | Les Secrets         | 36       | 5 octobre 2017    | NC                |
|                   | Une journée à Paris | 5        | 30 janvier 2017   | 3 février 2017    |
|                   | Chibi               | 7        | 31 août 2018      | 26 octobre 2018   |
|                   | Miraculous World    | NC       | 26 septembre 2020 | NC                |

## Diffusion internationale
La série est diffusée dans plus de 120 pays dans le monde,.
| Pays                             | Chaîne                                                                              |
| -------------------------------- | ----------------------------------------------------------------------------------- |
| France                           | TF1, Disney Channel, Netflix, Disney+                                               |
| Belgique                         | La Trois, Auvio                                                                     |
| États-Unis                       | Nickelodeon, Cartoon Network, Netflix, Disney Channel                               |
| Royaume-Uni                      | Disney Channel, POP                                                                 |
| Canada                           | Télé-Québec, Family Channel, Netflix, Prime Video                                   |
| Australie                        | ABC                                                                                 |
| Corée du Sud                     | EBS, Disney Channel                                                                 |
| Chine                            | IQiyi, Tencent Video, Hunan Télévision (Mango TV), Dragon Television (BesTV), Youku |
| Russie                           | Disney Channel                                                                      |
| Allemagne                        | Disney Channel                                                                      |
| Japon                            | Disney Channel, BS11, Disney+, TV Tokyo                                             |
| Espagne                          | Disney Channel, Club Super 3                                                        |
| Roumanie                         | Disney Channel                                                                      |
| Italie                           | Disney Channel, Super!                                                              |
| Portugal                         | Disney Channel                                                                      |
| Hongrie                          | Disney Channel                                                                      |
| République tchèque               | Disney Channel                                                                      |
| Slovénie                         | Disney Channel                                                                      |
| Bulgarie                         | Disney Channel                                                                      |
| Pologne                          | Disney Channel, Puls 2, Disney XD                                                   |
| Thaïlande                        | MCOT HD                                                                             |
| Philippines                      | AXN                                                                                 |
| Singapour                        | Disney Channel                                                                      |
| Bangladesh                       | Disney Channel                                                                      |
| Bhoutan                          | Disney Channel et Disney XD                                                         |
| Inde                             | Chutti TV et Disney XD                                                              |
| Maldives                         | AXN                                                                                 |
| Népal                            | AXN                                                                                 |
| Pakistan                         | Kids Zone                                                                           |
| Indonésie                        | Spacetoon, Global TV, Trans7, Disney Channel                                        |
| Malaisie                         | Astro Ceria et Disney Channel                                                       |
| Turquie                          | Disney Channel                                                                      |
| Ouzbékistan                      | Milliy TV                                                                           |
| Ligue arabe                      | Disney Channel, MBC 3                                                               |
| Brésil                           | Gloob                                                                               |
| Suisse                           | Disney Channel, RTS Un                                                              |
| Mexique                          | Canal 5                                                                             |
| Ouganda                          | ABC 3                                                                               |
| République centrafricaine        | Disney Channel                                                                      |
| République du Congo              | Disney Channel                                                                      |
| République démocratique du Congo | Disney Channel                                                                      |

## Produits dérivés

### DVD des saisons
1. Le Secret de Marinette
2. Le Yo-yo magique
3. Chat Noir à la rescousse
4. Le Terrible Papillon
5. Une Ladybug maléfique
6. Au cœur des origines
7. Le Collectionneur
8. Une nouvelle heroïne
9. Le Jour des héros
10. L'Insaisissable
11. Le Combat des reines
12. Boulangerix
13. Silence
14. Poupéflekta
15. Chasseuse de Kwamis
16. Chat Blanc
17. La Bataille des Miraculous
18. Le gang des Secrets
19. Fu Furieux
20. Crocoduel
21. Glaciator 2
22. Larme Ultime
23. Penalteam
24. Évolution
25. Illusion
26. Transmission
27. Intuition

### DVD Épisodes spéciaux
1. Miraculous World : New York, Les Héros Unis
2. Miraculous World : Shanghai, La Légende de Ladydragon
3. Miraculous World : Paris, Les Aventures de Toxinelle et Griffe Noire
4. Miraculous World : Londres, La course contre le temps

### Livres
Ces ouvrages sont écrits par Catherine Kalengula et publiés par la Bibliothèque rose.
 (novembre 2021).
- Miraculous 1 - Une super baby-sitter, 2016
- Miraculous 2 - Un chat de trop !, 2016
- Miraculous 3 - Il faut sauver Alya !, 2016
- Miraculous 4 - Un parfum de super-vilain, 2016
- Miraculous 5 - Opération Saint - Valentin, 2017
- Miraculous 6 - Duel entre amies, 2017
- Miraculous 7 - Supermenteuse ! , 2017
- Miraculous 8 - Lady Chloé, 2017
- Miraculous 9 - Votez Marinette !, 2017
- Miraculous 10 - Panique au zoo !, 2018
- Miraculous 11 - Le Mystère du Papillon, 2018
- Miraculous 12 - Star de la télé!, 2018
- Miraculous 13 - Une nouvelle héroïne, 2018
- Miraculous 14 - En avant la musique !, 2018
- Miraculous 15 - Aquabug, 2019
- Miraculous 16 - Super-guêpe, 2019
- Miraculous 17 - Coccinelle contre araignée, 2019
- Miraculous 18 - L'Armée du Papillon, 2019
- Miraculous 19 - Secret de Maître Fu, 2019
- Miraculous 20 - Vilain Noël !, 2020
- Miraculous 21 - Seule contre tous !, 2020
- Miraculous 22 - La colère de Kagami, 2020
- Miraculous 23 - Luka superstar, 2020
- Miraculous 24 - Le Mangeur de Miraculous, 2020
- Miraculous 25 - Un duo de choc, 2020
- Miraculous 26 - Opération Adrien !, 2020
- Miraculous XXL - Chat Noir - Aventures sur mesure XXL, 2020
- Miraculous 27 - Amnésie, 2020
- Miraculous 28 - Reine des Kwamis, 2020
- Miraculous 29 - Queen Bee pour la vie, 2021
- Miraculous 30 - Mister Bug et Lady Noire, 2021
- Miraculous XXL - New York, les héros unis, 2021
- Miraculous 31 - Grand-père d'enfer, 2021
- Miraculous 32 - Le Piège du Papillon, 2021
- Miraculous XXL - Shangaï, la légende de Lady Dragon, 2021
- Miraculous 33 - La Gardienne des Miraculous, 2021
- Miraculous 34 - Le Nouveau papillon, 2021
- Miraculous 35 - Prête à tout, 2021
- Miraculous 36 - Meilleures ennemies, 2022
- Miraculous 37 - Le retour de Maître Fu, 2022
- Miraculous 38 - Chloé bis, 2022
- Miraculous 39 - Amours croisées, 2022
- Miraculous 40 - Star à tout prix, 2022
- Miraculous 41 - Le secret de Marinette, 2022
- Miraculous 42 - Le pouvoir de Rose, 2022
- Miraculous 43 - Alya contre le Papillombre, 2023
- Miraculous 44 - Tout pour Adrien, 2023
- Miraculous 45 - Erreur fatale, 2023
- Miraculous XXL - Le roman du film, 2023
- Miraculous 46- Course contre le temps, 2023
- Miraculous 47 - Mystère Monarque, 2023
- Miraculous XXL - Paris, les aventures de Toxinelle et Griffe Noire, 2023
- Miraculous 48 - Sens dessus dessous !, 2023
- Miraculous 49 - Avis de tempête, 2023
- Miraculous 50 - Rockeur au grand cœur, 2024
- Miraculous 51 - Retour vers le passé, 2024
- Miraculous 52 - Diabolique Lila, 2024
- Miraculous 53 - Suis-moi, je te fuis !, 2024
- Miraculous - L'intégrale, 2024
- Miraculous 54 - La fin du début, 2024
- Miraculous XXL - Londres, la course contre le temps, 2024
- Miraculous (Nouvelles histoires) 01 - Un Papillon peut en cacher un autre, 2025
- Miraculous (Nouvelles histoires) 02 - Une nouvelle amie, 2025

### Jeux vidéo
- Miraculous Ladybug & Cat Noir est un jeu vidéo sorti en 2018 sur iOS et Android.
- Miraculous Crush est un jeu vidéo sorti en 2019 sur iOS et Android.
- Miraculous RP: Quests of Ladybug & Cat Noir est un jeu de rôle lancé en 2021 au sein du jeu en ligne massivement multijoueur Roblox et développé par le studio de jeu vidéo Toya et Zag Games[53].
- Miraculous: Rise of the Sphinx est un jeu vidéo sorti le 25 octobre 2022 sur PS4, PS5, Nintendo Switch, Xbox One et PC, développé par le studio Magic Pockets et édité par GameMill Entertainment.
- Miraculous: Paris Under Siege est un jeu vidéo sorti le 25 octobre 2024 sur PS4, PS5, Nintendo Switch, Xbox Séries X-S, Xbox One, PC et développé par le studio Petit Fabrik et édité par GameMill Entertainment.

### Aventure épistolaire
Miraculous est disponible sous forme d'aventure par courriers pour les enfants de 5 à 10 ans parmi le catalogue des histoires Epopia.

### Autres
Miraculous est adapté en 2017 en un diptyque de bande dessinée, scénarisé par Jean-Christophe Derrien, dessiné et colorisé par le studio Minte et publié chez Soleil Productions. Il raconte les origines de deux héros de la série,.
Une adaptation en manga est prépubliée depuis janvier 2021 dans le magazine Monthly Shōnen Sirius.
Une série télévisée avec des vrais acteurs est en préparation.
Un téléfilm de 55 minutes, intitulé Miraculous World : New York, Les Héros Unis, est diffusé le 26 septembre 2020 sur Disney Channel. Il est diffusé sur TF1 le 18 octobre 2020.
Un autre téléfilm est diffusé sur TF1 le 4 avril 2021. Il s'intitule Miraculous World : Shanghai, la légende de Ladydragon.
Un film musical d'animation, intitulé Miraculous, le film, sort au cinéma le 5 juillet 2023.
Le 21 octobre 2023 sort sur Disney Channel le téléfilm Miraculous World : Paris, les Aventures de Toxinelle et Griffe noire.
Un nouveau téléfilm se nommant Miraculous World : Londres, la course contre le temps est diffusé le 5 octobre 2024 sur Disney Channel.

## Accueil

### Audiences
TF1 s'est souvent retrouvé en tête des audiences grâce à Miraculous. Une fourchette de 665 000 à 685 000 téléspectateurs se retrouve devant les deux épisodes diffusés à 9h10. Pour TF1, la saison 2 de Miraculous est un succès d'audience, amenant par ailleurs un développement de produits dérivés.
Le téléfilm Miraculous World : Shanghaï, La Légende de Ladydragon réalise un record d'audience historique avec 1,3 million de téléspectateurs lors de sa première diffusion le 4 avril 2021, avec 58,4 % de part d'audience chez les enfants de 4-10 ans. Le lancement de la saison 4 de Miraculous signe un double record historique avec 949 000 téléspectateurs. Le 100e épisode de la série, diffusé le 7 novembre 2021, a réuni 661 000 et 13,4 %. Une semaine avant, la série avait déjà réuni 650 000 et 12,8 % avec un autre épisode inédit. Le final de la quatrième saison attire plus d'un million de téléspectateurs lors de sa diffusion française le 13 mars 2022.

### Censure
En France, l'épisode 20 de la saison 4 intitulé Qilin a été censuré d'environ 3 minutes lors de sa première diffusion sur TF1. Une séquence dans laquelle la mère de Marinette est confrontée à un excès de zèle d'un contrôleur de la RATP avant d'être menottée par quatre CRS a été coupée. Contacté par TV Magazine, Thomas Astruc précise que le scénario a été écrit en plein mouvement des Gilets jaunes. Sa volonté était de « montrer comment, à partir d'un incident mineur, la situation pouvait dégénérer facilement si on appliquait la loi ou les ordres aveuglément » mais affirme « qu'il ne s’agissait pas de montrer une mauvaise image d’une institution ».

## Autour de la série

### Distinctions

#### Récompenses
- Teen Choice Awards 2018 : Meilleure série d'animation

### Influence et utilisation des personnages
Du fait de la popularité des personnages auprès du public et de leur caractère positif, Ladybug et Chat Noir ont été officiellement utilisés à plusieurs reprises à des fins pédagogiques.
Une exposition spéciale du nom de "Miraculous" a été organisée du 7 juillet au 1er septembre 2019 au sein de l'Aquarium de Paris. Cette exposition était destinée à faire découvrir la Seine, ses crues, son histoire et son environnement au public ainsi qu'à sensibiliser ce dernier au problème de la pollution et à la nécessité de préserver l'environnement.
Ladybug et Chat Noir ont également servi en France pour l'Unicef pour une campagne auprès des plus jeunes pour promouvoir les gestes barrières contre la Covid-19.
Le 24 mai 2024 Ladybug fit une apparition surprise dans l’émission Mask Singer où elle se cachait sous le costume de La Perruque.

#### Les Sentimonstres comme extension des humains
Les Sentimonstres sont créés à partir des émotions négatives fortes que ressentent les personnages. Ces émotions sont utilisées par le principal antagoniste de la série afin de créer ces monstres, utilisant les émotions presque comme une arme, les manipulant pour son propre gain.
Pour vaincre ces monstres, le personnage principal, Marinette, doit se transformer en la superhéroïne Ladybug et se battre, au côté de son partenaire Chat Noir. Spécifiquement, les héros doivent identifier l’objet que le Papillon (antagoniste principal) a originellement ciblé et où les pouvoirs du sentimonstre sont concentrés. C’est en cassant cet objet que les héros peuvent libérer l’humain derrière le sentimonstre. Dans les médias destinés aux enfants, les monstres doivent être combattus et la victoire est souvent suivie d’un soulagement ou d’un calme émotionnel. Ceci est bien représenté dans la série puisque lorsque le sentimonstre est vaincu, les spectateurs peuvent voir que les héros, la victime et la ville démontre un soulagement et la victime originale est beaucoup plus calme et émotionnellement stable qu’il était auparavant.
Encore dans les médias destinés à des publics plus jeunes, les protagonistes doivent, après la bataille, regagner leur humanité en renonçant ce qui a été utilisé pour vaincre la force adverse, tout ce qui pourrait rendre les protagonistes monstrueux. Dans le cas de Miraculous Ladybug, pour terminer la bataille et libérer la victime une fois pour toutes, Ladybug doit utiliser ses pouvoirs pour inverser les effets de la bataille. Cependant, ce faisant, elle utilise toute l’énergie que ses pouvoirs possèdent, l’obligeant à se détransformer peu de temps après, retrouvant ainsi son humanité. Lors de ce processus, elle doit renoncer aux outils qui ont été évoqués par ses pouvoirs, afin de l’aider pendant le combat, donc, elle renonce aux outils qui lui ont permis de vaincre la force adverse.

#### Les Sentimonstres comme outils d'apprentissage
Les émotions fortes sont un thème central de l’émission. Les émotions fortes, démontrées par les divers personnages principaux et secondaires de la série jouent un rôle essentiel dans chaque émission. La série elle-même est visée vers les enfants, une démographie très influençable qui, par l’entremise des médias et des thèmes qui y sont insérés, peut être séduite ou informée.
Les émotions, spécifiquement la régulation des émotions fortes, négative comme positive, joue un rôle important dans l’éducation et le développement émotionnel et cognitif des enfants. Une émission comme celle-ci qui présente les émotions fortes comme thème central démontre aux enfants que nos émotions ne devraient pas être un tabou et que c’est important d’apprendre comment réguler nos émotions fortes.
Dans l’épisode 15 de la deuxième saison de la série (intitulé Zombizou), nous voyons le personnage de Caline Bustier résister à l’influence de Papillon pour environ 30 secondes avant de devenir un sentimonstre. Plus tard, dans l’épisode 22 de la saison 5 (intitulé Collusion) elle résiste encore une fois à l’influence de papillon. Cette fois-ci, elle ne se transforme pas en utilisant des techniques de respiration et des affirmations pour se calmer. Ceci démontre la théorie que les histoires de monstres dans les médias pour enfants peuvent être thérapeutique et peuvent agir comme des agents de changement positif. Il y a 6 aspects à cette théorie, mais Caline Bustier et l’émission elle-même en démontre deux en particulier; nommer et maîtriser. Démontrer ces techniques pour la régulation des émotions à un public si malléable leur expliquent que c’est correct d’avoir ou de ressentir des émotions fortes, surtout négatives. C’est correct tant que nous apprenons à ressentir ces grands sentiments d’une manière saine, afin de ne pas nous transformer en « monstre », ou de manière plus réaliste, de ne pas affecter gravement la vie de ceux qui nous entourent via des cas d’explosion orale ou physique, par exemple.
La manière dont l’éducation s’intègre dans l’émission démontre la théorie que les enfants portent une nature humaine qui veut s’épanouir. En utilisant des personnages intéressants, dynamiques et auxquels on peut s’identifier, l’émission crée des conditions qui sont favorables à cet apprentissage, la leçon étant que les sentimonstres sont un résultat d’émotions fortes non régulées et que l’on peut apprendre comment contrôler ses émotions.